# Guinevere Turner
Guinevere Turner, född 23 maj 1968 i Boston, amerikansk författare och skådespelare. Medverkande i filmerna American Psycho och Go Fish. Medförfattare till TV-serien The L Word och filmen BloodRayne.